# Histone H4
L'histone H4 est l'une des cinq principales protéines histones impliquées dans la structure de la chromatine chez les cellules eucaryotes. Dotée d'un domaine globulaire principal et d'une longue queue N-terminale, H4 est l'un des composants du nucléosome dans la structure chromatinenne en «collier de perles». Les protéines histones sont hautement modifiées post-traductionnellement. Les modifications covalentes incluent l'acétylation et la méthylation des queues N-terminales. Ces modifications peuvent modifier l'expression de gènes situés sur l'ADN associé à l'histone octamère,. Ces modifications sont appelées marques histones et font partie du code histone, mécanisme épgénétique clé de régulation transcriptionnelle,. L'histone H4 est une protéine importante dans la structure et la fonction de la chromatine. On pense que ses variants de séquence et ses états de modification variables jouent un rôle dans la régulation dynamique et à long terme des gènes.

## Génétique
L'histone H4 est codée par plusieurs gènes à des loci différents , y compris: HIST1H4A , HIST1H4B , HIST1H4C , HIST1H4D , HIST1H4E , HIST1H4F , HIST1H4G , HIST1H4H , HIST1H4I , HIST1H4J , HIST1H4K , HIST1H4L , HIST2H4A , HIST2H4B , HIST4H4 .

## Évolution
Les protéines histone font partie des protéines eucaryotes les mieux conservées. Par exemple, les séquence d'acides aminés de l'histone H4 provenant du pois et de la vache ne diffèrent qu'à 2 des 102 positions. Cette conservation évolutive suggère que les fonctions des protéines histones impliquent presque tous leurs acides aminés, de sorte que tout changement est délétère pour la cellule. La plupart des modifications des séquences d'histones sont létales. les rares qui ne le sont pas causent des changements dans le schéma d'expression des gènes ainsi que d'autres anomalies.

## Structure
L'histone H4 est une protéine de 102 à 135 acides aminés qui partage un motif structurel, appelé repliement de l'histone, formé de trois hélices alpha reliées par deux boucles. Les protéines histones H3 et H4 se lient pour former un dimère H3-H4. Deux de ces dimères H3-H4 se combinent pour former un tétramère. Ce tétramère se combine en outre avec deux dimères H2a-H2b pour former le noyau octamère histone compact.

## Variants de séquence
L'histone H4 est l'une des protéines dont l'évolution est la plus lente et il ne semble pas exister de variants de séquence connus de l'histone H4, contrairenement aux autres histones. Cependant, il existe des gènes H4 qui sont exprimés de manière constitutive tout au long du cycle cellulaire et qui encodent des protéines dont la séquence est identique à celle de l'H4 majeure. La raison de l'absence de variants de séquence reste obscure.

## Traduction alternative
Le peptide de croissance ostéogénique (osteogenic Ggrowth peptide, OGP) est un peptide de 14 aa produit à partir d'une traduction alternative de l'ARNm de l'histone H4, partageant la séquence C-terminale ALKRQGRTLYGFGG de l'histone H4. On le trouve dans la circulation humaine et chez le rat ainsi que dans la régénération de la moelle osseuse. Dans le sérum sanguin, il est lié à l'α2M avec deux autres protéines de liaison qui n'ont pas encore été clairement identifiées. Un récepteur spécifique n'a pas été identifié, mais certaines voies de signalisation impliquées dans sa fonction de régénération osseuse ont été élucidées.

## Modifications post-traductionnelles
Les organismes eucaryotes peuvent produire de petites quantités de variantes histones spécialisées, dont la séquence d'acides aminés diffère de la séquence principale. Ces variantes, présentant diverses modifications covalentes sur l'extrémité N-terminale, peuvent être ajoutés aux histones, ce qui permet différentes structures de la chromatine requises pour la fonction et compaction de l'ADN chez les eucaryotes supérieurs. Les modifications possibles incluent la méthylation (mono-, di ou tri-méthylation) ou l'acétylation sur les résidus des queues histones.

### Méthylation
La méthylation des histones se produit sur les résidus d'acides aminés d'arginine, de lysine et d'histidine. La mono-, di ou tri-méthylation a été découverte sur les histones H2A, H3 et H4. La méthylation des histones a été associée à diverses fonctions cellulaires telles que la transcription, la réplication de l'ADN et la réponse aux dommages de l'ADN, y compris la réparation, la formation d'hétérochromatine et la reprogrammation de cellules somatiques. Parmi ces fonctions biologiques, la répression et l'activation de la transcription sont les plus étudiées. Des études ont montré que la méthylation de H4R3 par PRMT1 (une histone méthyltransférase) semble être essentielle in vivo pour l’établissement ou le maintien d’un large éventail de modifications de chromatine «active», d'où la suggestion que cette marque est activatrice. La méthylation de l'histone H4 par le PRMT1 est également suffisante pour permettre une acétylation ultérieure sur la queue N-terminale. Cependant, l'acétylation d'H4 inhibe sa méthylation par PRMT1.

### Acétylation
On pense que l'acétylation des histones détend l'hétérochromatine condensée, car la charge négative des groupes acétyle peut repousser les charges négatives des groupes phosphate de l'ADN, réduisant ainsi l'affinité de liaison de l'histone pour l'ADN. Cette hypothèse a été validée par la découverte de l'activité de histone acétyltransférase (HAT) de plusieurs complexes activateurs de la transcription. L'acétylation des histones influence la structure de la chromatine de plusieurs manières. Premièrement, elle peut fonctionner en tant que marque pour la liaison de protéines contenant des zones reconnaissant les queues acétylées. Deuxièmement, elle peut bloquer l'activité des remodéleurs de la chromatine. Troisièmement,elle neutralise les charge positives sur les lysines. L'acétylation de l'histone H4 sur la lysine 16 (H4K16Ac) est particulièrement importante pour la structure et la fonction de la chromatine chez divers eucaryotes et est catalysée par des histones lysine acétyltransférases (HAT) spécifiques. H4K16 est particulièrement intéressante car il s'agit du seul site acétylable de la queue N-terminale H4 et elle peut influer sur la formation d'une structure compacte de la chromatine d'ordre supérieur. L'hypoacétylation de H4K16 semble provoquer un recrutement retardé des protéines de réparation de l'ADN aux sites de lésions de l'ADN dans un modèle murin du syndrome de progérie de Hutchinson Gilford, un vieillissement prématuré. H4K16Ac joue également un rôle dans l'activation de la transcription et le maintien de l'euchromatine. Une autre acétylation a également récemment été identifiée, H4K20ac, et est associée à la répression de l'expression génique.

## Voir également
- nucléosome
- histone
- la chromatine
- Autres protéines histones impliquées dans la chromatine:

- - H1
  - H2A
  - H2B
  - H3